# بريد اليوم
⁨⁨بريد اليوم⁩⁩، صحيفة صهيونية باللغة العربية أسست عام 1920 في فلسطين وكانت تصدر مرتين في الأسبوع. اهتمت بالشؤون السياسية، الأدبية، الاجتماعية والزراعية. حاولت الصحيفة تعريف السكان العرب في فلسطين بالصهيونية من بوابة أن الحركة الصهيونية تعمل على تطوير البلاد وتحديثها، وأدخلها هذا في سجالات مع صحف عربية. تولى تحرير الصحيفة إبراهيم المحب، أما محررها المسؤول فكان آشر سافير، أحد الأعضاء المؤسسين لشركة «هسوليل»، الذي كان يصدر أيضاً منذ عام 1919 صحيفتي دوار هيوم (بريد اليوم) باللغة العبرية، و«فلسطين الأسبوعية» باللغة الإنجليزية. ووفقًا لموسوعة ديفيد تدهار، كان سافير منخرطًا بعمق في تعزيز التفاهم اليهودي العربي ووضع الأساس من أجل اتفاق بين الشعبين.
قوطعت الصحيفة من جانب العرب، فأصبحت توزع بالمجان وتموّل بالإعلانات مدفوعة الثمن.
أما النسخة العبرية، دؤآر هيوم، فتولاها إيتامار بن آفي الذي والده هو إليعيزر بن يهودا. وفي عام 1928، نقل بن آفي مهمة تحرير الصحيفة إلى صديقه زئيف جابوتنسكي. كانت صحيفة دؤآر هيوم (النسخة بالعبرية) تُعتبر الناطقة بلسان اليمين الصهيوني في سنواته الأولى.